# سونگای جاوی
سونگای جاوی (که به‌طور معمول با نام جاوی شناخته می‌شود) یک حومه شهری در سبرانگ پرای در ایالت پنانگ مالزی است. این منطقه همچنین به عنوان مرکز ناحیه جنوبی سبرانگ پرای فعالیت می‌کند.

## ترابری
مسیر شمال بزرگراه شمال-جنوب، خروجی ۱۵۶ برای دسترسی به سونگای جاوی می‌باشد.